# Estació de Cambrils
Cambrils, o el seu nom oficial, Cambrils-Salou, o bé, també per la seva ubicació, Cambrils Nord, és una estació de ferrocarril propietat d'Adif situada a la població de Cambrils a la comarca catalana del Baix Camp. L'estació es troba a la línia Tarragona - Tortosa/Ulldecona i hi tenen parada trens de la línia regional R16 de Rodalies de Catalunya, i trens de llarga distància, tots operats per Renfe Operadora.
Aquesta estació de la línia de Tortosa, tram inclòs en el Corredor Mediterrani, va entrar en servei el 13 de gener del 2020 quan va entrar en servei la variant entre Vandellòs i Vila-seca. Es va tancar la històrica i cèntrica estació de 1865. La nova ubicació de l'estació, als afores del nucli de Cambrils, va suposar un increment del temps de viatge pel desplaçament necessari fins a la nova estació, la pèrdua del servei de rodalia del Camp de Tarragona i la desconnexió amb Salou i Port Aventura. Temps de desplaçament incrementats de mitjana entre 15 i 30 minuts.

## Serveis ferroviaris
| Procedència/Destinació                     | <                        | Línia     | >                 | Procedència/Destinació      |
| ------------------------------------------ | ------------------------ | --------- | ----------------- | --------------------------- |
| Serveis regionals de Rodalies de Catalunya |                          |           |                   |                             |
| Tortosa Vinaròs València-Nord              | L'Hospitalet de l'Infant |           | Vila-seca         | Barcelona-Estació de França |
| Tortosa                                    | L'Hospitalet de l'Infant | Avant     | Camp de Tarragona | Barcelona-Sants             |
| Llarg Recorregut de Renfe                  |                          |           |                   |                             |
| València-Nord Alacant-Terminal             | L'Aldea - Amposta        | Intercity | Tarragona         | Barcelona-Sants             |
| Múrcia del Carmen                          | L'Aldea - Amposta        | Intercity | Tarragona         | Barcelona-Sants             |
| Cartagena                                  | L'Aldea - Amposta        | Intercity | Tarragona         | Barcelona-Sants             |
| Lorca-Sutullena                            | L'Aldea - Amposta        | Intercity | Tarragona         | Barcelona-Sants             |
| Sevilla-Santa Justa                        | L'Aldea - Amposta        | Intercity | Tarragona         | Barcelona-Estació de França |

## Antiga estació (1865-2020)
Aquesta estació de la línia de Tortosa, tram inclòs en el Corredor Mediterrani, va entrar en servei el 12 de març de 1865 quan va entrar en servei el tram construït per la Companyia Ferroviària d'Almansa a València i Tarragona (AVT) entre Tarragona i l'Aldea.
L'any 2016 va registrar l'entrada de 109.000 passatgers.
El 13 de gener de 2020 amb l'obertura de la variant del corredor del Mediterrani entre Vandellòs i Vila-seca, es va clausurar el traçat per la costa entre L'Hospitalet de l'Infant i Port Aventura suposant el tancament de la cèntrica estació.
El desmantellament tant de l'antiga estació com de la catenària impulsat pels ajuntaments de Cambrils i Salou, allunyant l'estació dels nuclis habitats, ha suposat la pèrdua de 450.000 viatgers anuals.